# Paradrymonia pedunculata
Paradrymonia pedunculata là một loài thực vật có hoa trong họ Tai voi. Loài này được L.E. Skog mô tả khoa học đầu tiên năm 1978.